# Dylan Levitt
Dylan James Christopher Levitt (Bodelwyddan, 2000. november 17. –) walesi válogatott labdarúgó, a skót élvonalban szereplő Dundee Unitedben szerepel. Posztját tekintve középpályás.

## Pályafutása

### Klubcsapatokban

#### Manchester United
Levitt 2019. november 28-án debütált a Manchester United felnőtt csapatában egy Asztana elleni Európa-liga mérkőzésen. 2020. szeptember 8-án aláírt egy egyéves kölcsönszerződést a League One-ban szereplő Charlton Athletic csapatához. Mindössze öt alkalommal játszott a csapatban, ezek közül három volt bajnoki mérkőzés, majd 2021 januárjában visszatért a Manchester Unitedhez.
2021. február 15-én a  2020-21-es szezon hátralevő részére a horvát élvonalbeli Istra vette kölcsön.
A 2021–2022-es szezonra a skót élvonalban szereplő Dundee Unitednek adta őt kölcsön a manchesteri csapat.

#### Dundee United
2021. augusztus 20-án Levitt csatlakozott Scottish Premiershipben szereplő Dundee Unitedcsapatához, 2021–2022-es szezon idejére kölcsönbe.Miután 29 liga és kupa meccsen hatszor talált be, beleértve a hosszabbításban lőtt győztes gólját a Kilmarnock ellen a 2021–22-es Scottish Cup negyedik fordulójában, és háromszor talált be az utolsó öt bajnoki mérkőzésen amivel hozzá segítette a Dundee-t hogy kvalifikálja magát az európai kupaporondra, Levittet szavazták meg a fans' player of the year díj győztesének. 2022-ben egy két éves végleges szerződést írt alá a skót klubbal

### A válogatottban
2019 májusában Ryan Giggs behívta őt a felnőtt valogatottba, pályafutása során először. 2020. szeptember 3-án debütált egy a Finnország ellen 1-0-ra megnyert Nemzetek Ligája mérkőzésen. 2021 nyarán részt vett az Európa-bajnokságon, ahol az olaszok elleni csoportmérkőzésen lépett pályára csereként.

## Statisztika

### Klubcsapatokban
2022. július 8-ai adatok szerint.
|                             |                |                      |               |           |               |         |               |          |               |        |               |       |               |          |
| Klub                        | Szezon         | Bajnokság            | Bajnokság     | Bajnokság | FA-kupa       | FA-kupa | Ligakupa      | Ligakupa | Európa        | Európa | Egyéb         | Egyéb | Összesen      | Összesen |
| Klub                        | Szezon         | Bajnokság            | Pályára lépés | Gól       | Pályára lépés | Gól     | Pályára lépés | Gól      | Pályára lépés | Gól    | Pályára lépés | Gól   | Pályára lépés | Gól      |
| Manchester United U21       | 2019–20        | —                    | —             | —         | —             | —       | —             | —        | —             | —      | 2             | 0     | 2             | 0        |
| Manchester United           | 2019–20        | Premier League       | 0             | 0         | 0             | 0       | 0             | 0        | 1             | 0      | —             | —     | 1             | 0        |
| Manchester United           | 2020–21        | Premier League       | 0             | 0         | 0             | 0       | 0             | 0        | 0             | 0      | —             | —     | 0             | 0        |
| Manchester United           | 2021–22        | Premier League       | 0             | 0         | 0             | 0       | 0             | 0        | 0             | 0      | —             | —     | 0             | 0        |
| Manchester United           | Összes         | Összes               | 0             | 0         | 0             | 0       | 0             | 0        | 1             | 0      | —             | —     | 1             | 0        |
| Charlton Athletic (Kölcsön) | 2020–21        | League One           | 3             | 0         | 1             | 0       | 1             | 0        | —             | —      | 0             | 0     | 5             | 0        |
| Istra 1961 (Kölcsön)        | 2020–21        | Prva HNL             | 7             | 0         | 2             | 0       | —             | —        | —             | —      | —             | —     | 9             | 0        |
| Dundee United (Kölcsön)     | 2021–22        | Scottish Premiership | 25            | 5         | 3             | 1       | 1             | 0        | —             | —      | —             | —     | 29            | 6        |
| Dundee United               | 2022–23        | Scottish Premiership | 0             | 0         | 0             | 0       | 0             | 0        | 0             | 0      | —             | —     | 0             | 0        |
| Karrier összes              | Karrier összes | Karrier összes       | 35            | 5         | 6             | 1       | 2             | 0        | 1             | 0      | 2             | 0     | 46            | 6        |

### A válogatottban
2020. szeptember 3-ai adatok szerint.
|                |               |     |
| Válogatott     | Pályára lépés | Gól |
| Wales U17      | 3             | 0   |
| Wales U19      | 9             | 0   |
| Wales U21      | 1             | 0   |
| Wales          | 1             | 0   |
| Karrier összes | 15            | 0   |

## Fordítás
Ez a szócikk részben vagy egészben  a   Dylan Levitt című angol Wikipédia-szócikk fordításán alapul.  Az eredeti cikk szerkesztőit annak laptörténete sorolja fel. Ez a jelzés csupán a megfogalmazás eredetét és a szerzői jogokat jelzi, nem szolgál a cikkben szereplő információk forrásmegjelöléseként.

## További linkek
- Dylan Levitt adatlapja a Soccerway oldalon (angolul)
- Dylan Levitt az UEFA adatbázisában (angolul)
- Dylan Levitt a Manchester United weboldalán